# Franz Schweizer (Zauberkünstler)
Franz Schweizer (* 12. April 1886 in Sankt Martin, Königreich Bayern, Deutsches Kaiserreich; † 4. Oktober 1969 in Sankt Martin, Rheinland-Pfalz, Bundesrepublik Deutschland) war ein deutscher Zauberkünstler. Er trat unter den Namen Bellachini und Garvin auf.

## Leben
Als Schweizer 15 Jahre alt war, ging er nach Frankfurt. Drei Jahre später kam er mit der Zauberei in Berührung. Er wurde Assistent eines Zauberkünstlers in dem rumänischen Zirkus Sidoli. Kurz darauf nannte sich Schweizer zunächst Franzardi. Als er den Zauberkünstler Strack-Bellachini (1861–1930), auch bekannt unter dem Namen Der Marburger Bellachini, kennenlernte, wurde er dessen Assistent und reiste mit ihm. Später erhielt er von Strack die Erlaubnis, den Namen Bellachini weiter tragen zu dürfen. 1919 reiste er mit einer abendfüllenden Schau durch die Lande. Als er 1921 nach 20-jähriger Abwesenheit zum ersten Mal wieder in seine Heimatstadt zurückkehrte und drei Tage nachmittags wie abends Vorstellungen zu Gunsten der Fürsorge gab, errichteten ihm die begeisterten Pfälzer Landsleute einen Springbrunnen mit einem Gedenkstein, der seinen Namen trägt. 1937 wurde Schweizer verboten, den Namen Bellachini weiter zu führen, da der ursprüngliche Bellachini Jude war. Schweizer nannte sich daraufhin Garvin, nach einer Figur aus dem Film Truxa, der von Kalanag produziert worden war. Nach dem Zweiten Weltkrieg führte Schweizer wieder den Namen Bellachini. Schweizer-Bellachini gehörte mit zu den bekanntesten Bellachinis. Seine abschließende Blumenproduktion soll immens gewesen sein.